# Lanius humeralis
Lanius humeralis là một loài chim trong họ Laniidae.